# Річард Паверс
Річард Паверс (англ. Richard Powers; 24 лютого 1921 — 9 березня 1996) — американський ілюстратор наукової фантастики та фентезі. У 2008 році він був включений до Зали слави наукової фантастики та у 2016 році до Зали слави Товариства ілюстраторів.

## Життя і творчість
Народився в Чикаго в католицькій родині. Річард Майкл Ґорман Паверс провів більшу частину свого раннього життя при опіці матері та тітки. Його батько покинув сім'ю, коли Паверс був маленьким. В одинадцять Паверс познайомився з мистецтвом, коли його дядько дав йому альбом для малюнків, хоча в подальшому житті дружина його дядька намагалася перешкодити йому створювати будь-яке мистецтво. Він вивчав грецьку мову в Університеті Лойоли. Потім почав студіювати мистецтво, відвідуючи уроки в Академії Мізен, Чиказькому художньому інституті та Університеті Іллінойсу в Чикаго.
Після вступу на службу під час Другої світової війни він більше відвідував уроки мистецтва в Університеті Кентуккі, а потім працював у військах зв'язку в Нью-Йорку.
Паверс одружився і почав кар'єру ілюстрації для журналів і видавництв, продовживши художню освіту в університеті Нова школа в Нью-Йорку. Згодом він став одним із найвпливовіших художників наукової фантастики та фентезі всіх часів.
Паверс почав із роботи в традиційному стилі, похідному від пульп, але швидко розвинув особисту сюрреалістичну ідіому під впливом кубістів і сюрреалістів, особливо Пікассо та Іва Тангі. Пізніше він також займався абстрактним мистецтвом і колажем. Помер Паверс у 1996 році у віці 75 років.
З 1940-х до 1960-х років він зробив багато каверів для Даблдей. Протягом 1950-х і 1960-х років він працював неофіційним арт-директором Ballantine Books.

## Культурний вплив
У 2010 році Енді Партрідж, колишній фронтмен британського гурту нової хвилі XTC, випустив обмежене видання компакт-диска з музикою, натхненною творчістю Паверса, під назвою POWERS.

## Вибрані твори

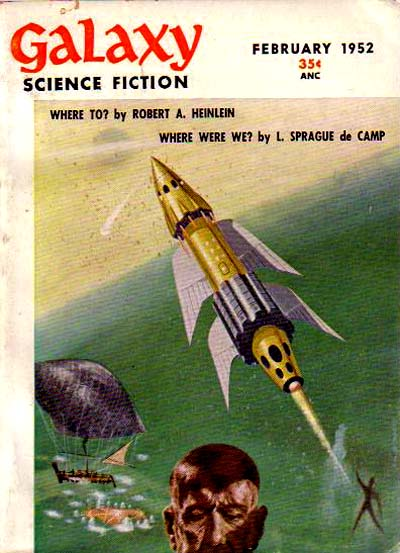
У 1952 році Пауерс створив обкладинку для Гелексі сайнс фікшн, висвітлюючи есеї де Кампа та Роберта Гайнлайна

### Колекції
- Spacetimewarp: Paintings (1983) (Doubleday Science Fiction Book Club)

### Ілюстровані книги
Пауерс надав інтер'єрні ілюстрації для ряду спеціальних видань класичних науково-фантастичних романів Easton Press, включаючи видання Навіть боги й Іди до своїх розкиданих тіл 1986 року.
- Американські казки, Едрієн Стаутенберг, інтер'єрні ілюстрації (Puffin, 1976) ISBN 978-0-14-030928-7
- Число Звіра (1980), інтер'єрне оформлення та ілюстрації обкладинки, перше видання

### Обкладинки альбомів
- Фантастична симфонія Гектор Берліоз, Шарль Мюнш, диригент Бостонського симфонічного оркестру. RCA Records, 1955[11]
- Це ... людина чи астромен? Людина чи астромен?, Estrus Records, 1995[12]

### Обкладинки книг
Internet Speculative Fiction Database каталогізує сотні обкладинок книг, проілюстрованих Паверсом, починаючи з 1950 року (відомі дві). До них належать:
- Камінець у небі (Doubleday, 1950), Айзек Азімов
- Галактика наукової фантастики (Permabooks, 1950), ред. Ґрофф Конклін — немає в титрах[9]
- Гора і долина (Henry Holt and Company, 1952), Ернест Баклер
- Довга гучна тиша (1952)
- Завтра зірки (1952)
- Тінь завтрашнього дня, Антологія з 17 історій, редакція Фредеріка Пола, Permabooks, (1953)
- Кінець дитинства (1953)
- Більше ніж людина (1953)
- Експедиція на Землю (1953)
- Попереду часу (1953)
- Зоряні науково-фантастичні історії №1 (1953)
- Світло Землі (1955)
- Громадянин у космосі (1955)
- Хто там йде? та інші історії (1955)
- Людський кут (1956)
- Досягніть завтрашнього дня (1956)
- Роботи та зміни (1957)
- Зорепад (1958)
- На дивній ноті (1958)
- Людина Землі (1958)
- Вольфбейн (1959)
- Дев'ять завтра (збірка) (1959)
- Далека Райдуга (1963)
- Сива борода (1964)
- Непереможний (1964) (переклад 1973)
- Друге нашестя марсіян (1968)
- Ефект Далета (1970)
- Vermilion Sands (1971)
- Чудовий річковий човен (1971)
- Пікнік на узбіччі (1977)
- Підпал собору (2002)

### Розповіді
- Три дії з балетом (1947)[13]